# Morte e funeral de Estado de Hirohito
Hirohito, Imperador Shōwa, o 124º imperador do Japão de acordo com a ordem tradicional de sucessão, morreu em 7 de janeiro de 1989 no Palácio Fukiage em Chiyoda, Tóquio, aos 87 anos, após sofrer de câncer intestinal por algum tempo. Ele foi sucedido por seu filho mais velho, Akihito. O funeral de Estado de Hirohito foi realizado em 24 de fevereiro no Shinjuku Gyo-en, quando foi sepultado perto de seus pais, o Imperador Taishō e a Imperatriz Teimei, no Cemitério Imperial de Musashi em Hachiōji, Tóquio.

## Doença e morte
Em 22 de setembro de 1987, Hirohito foi submetido a uma cirurgia no pâncreas após ter problemas digestivos por vários meses. Os médicos descobriram que ele tinha câncer duodenal, mas se recusaram a revelar essa condição ao Imperador porque era considerado tabu fazê-lo na época. Ele parecia estar se recuperando totalmente por vários meses após a cirurgia. Cerca de um ano depois, no entanto, em 19 de setembro de 1988, ele vomitou sangue e desmaiou, e sua saúde piorou nos meses seguintes à medida que sofria de sangramento interno contínuo. Em 7 de janeiro de 1989, às 5h40, membros da família imperial se reuniram no Palácio Imperial de Tóquio, incluindo o Príncipe Herdeiro Akihito e sua esposa, a Princesa Herdeira Michiko, depois que o médico-chefe da corte, Akira Takagi, correu para atender Hirohito. O Imperador morreu menos de uma hora depois, às 6h33. Sua morte foi anunciada ao público às 7h55 durante uma coletiva de imprensa pelo Grande Mordomo da Agência da Casa Imperial do Japão, Shōichi Fujimori, que também revelou detalhes sobre seu câncer pela primeira vez. O Imperador foi sobrevivido por sua esposa, cinco filhos, dez netos e um bisneto.

## Sucessão e títulos póstumos
A morte de Hirohito encerrou a era Shōwa. Ele foi sucedido por seu filho, Akihito, que foi investido com as insígnias imperiais no dia de sua ascensão. A era Heisei correspondente ao reinado de Akihito começou no dia seguinte (8 de janeiro de 1989). A cerimônia formal de entronização do novo Imperador foi realizada em Tóquio em 12 de novembro de 1990. O Imperador falecido foi inicialmente referido como Taikō Tennō (大行天皇, "Imperador Falecido"). Seu nome póstumo, Shōwa Tennō (昭和天皇), foi oficialmente determinado em 13 de janeiro e formalmente divulgado em 31 de janeiro pelo Primeiro-Ministro Noboru Takeshita.

## Funeral de Estado

Após a morte do Imperador, uma fita preta foi pendurada acima da bandeira japonesa como símbolo de luto.

O funeral de Estado do Imperador Shōwa foi realizado em 24 de fevereiro de 1989. Ao contrário do funeral de seu predecessor, embora formal, não foi conduzido de maneira estritamente xintoísta. Foi um funeral cuidadosamente planejado tanto como homenagem ao falecido Imperador quanto como uma vitrine para a sociedade pacífica e próspera na qual o Japão se transformou durante seu reinado.
Ao contrário do funeral de Estado do Imperador Taishō 62 anos antes, não houve desfile cerimonioso de oficiais vestidos com uniformes militares, e havia muito menos rituais xintoístas usados naquela época para glorificar o Imperador como uma quase-divindade. Essas mudanças tinham como objetivo destacar que o funeral do Imperador Shōwa seria o primeiro de um imperador sob a Constituição do pós-guerra. Foi também o primeiro funeral imperial a ser realizado à luz do dia. O atraso de 48 dias entre sua morte e o funeral de Estado foi aproximadamente o mesmo que para o Imperador anterior, e permitiu tempo para numerosas cerimônias que antecederam o funeral. O corpo do falecido Imperador estava em três caixões; alguns itens pessoais como livros e material de escritório também foram colocados neles.

### Cerimônia no Palácio Imperial
As cerimônias começaram às 7h30 quando o Imperador Akihito realizou uma cerimônia privada de despedida para seu pai no Palácio Imperial.

### Cortejo fúnebre por Tóquio
Às 9:35, um carro fúnebre preto transportando o corpo do Imperador Shōwa deixou o Palácio Imperial para a viagem de duas milhas até o Jardim Shinjuku Gyoen, onde as cerimônias xintoísta e de Estado foram realizadas. O carro fúnebre foi acompanhado por música gagaku tradicional tocada no shō, um aerofone de palheta livre japonês; a multidão estava em grande parte silenciosa enquanto o carro fúnebre com o caixão do Imperador passava por uma ponte de pedra e saía pelos portões do Palácio Imperial. Uma banda de metais tocou uma marcha fúnebre composta para o funeral da bisavó do Imperador Shōwa no final do século XIX, e tiros de canhão foram disparados em acompanhamento. O carro fúnebre foi acompanhado por um cortejo de sessenta carros. A rota do cortejo por Tóquio foi ladeada por cerca de 800 000 espectadores e 32 000 policiais especiais, que foram mobilizados para proteger contra possíveis ataques terroristas. O caminho do cortejo fúnebre passou pela Dieta Nacional (parlamento) e pelo Estádio Nacional, onde o Imperador inaugurou os Jogos Olímpicos de Verão de 1964.

### Cerimônias no Jardim Shinjuku Gyoen
O cortejo de 40 minutos, acompanhado por uma banda de metais, terminou quando entrou no Jardim Shinjuku Gyoen, até 1949 reservado para o uso da família Imperial e agora um dos parques mais populares de Tóquio.
No Jardim Shinjuku Gyoen, as cerimônias fúnebres para o Imperador Shōwa foram realizadas em um Sojoden, um salão funerário especialmente construído. O salão funerário foi construído de cipreste japonês e mantido unido com pregos de bambu, de acordo com a antiga tradição imperial. Os convidados oficiais foram sentados em duas tendas brancas localizadas em frente ao salão funerário. Devido às baixas temperaturas, muitos convidados usaram aquecedores químicos de mãos e cobertores de lã para se manterem aquecidos enquanto as cerimônias xintoísta e de Estado de três horas prosseguiam.

#### Procissão do palanquim
O caixão do Imperador Shōwa foi transferido para um palanquim feito de madeira de cipreste pintado com laca preta. Atendentes vestindo sokutai e carregando estandartes brancos e amarelos, escudos e símbolos do sol e da lua, lideraram uma procissão de 225 membros enquanto músicos tocavam música tradicional da corte (gagaku). Em seguida, vieram atendentes vestidos de cinza carregando duas árvores sagradas sakaki enfeitadas com fitas de pano e caixas cerimoniais de comida e panos de seda para serem oferecidos ao espírito do falecido Imperador. Em uma procissão de nove minutos, 51 membros da Agência da Casa Imperial, vestidos com trajes xintoístas tradicionais cinza, carregaram o Sokaren de 1,5 tonelada (Palanquim Imperial) contendo o caixão de três camadas do Imperador Shōwa para dentro do salão funerário, enquanto caminhavam pelo corredor entre as tendas brancas onde os convidados estavam sentados. Atrás do caixão caminhava um camareiro vestido de branco, que carregava uma bandeja com um par de sapatos brancos, pois tradicionalmente acredita-se que o Imperador falecido os usaria para ir ao céu. Seu filho e nora, o Imperador Akihito e a Imperatriz Michiko, carregando seus próprios guarda-chuvas grandes, seguiram o palanquim com outros membros da família.
A procissão passou por um pequeno portão de madeira torii, o símbolo xintoísta que marca a entrada para o espaço sagrado, e entrou no Sojoden.

#### Cerimônia xintoísta
Os eventos no Sojoden foram divididos em uma cerimônia religiosa xintoísta (葬場殿の儀, Sōjōden no Gi), seguida por uma cerimônia de Estado (大喪の礼, Taisō no Rei).
Quando a procissão entrou no salão funerário, a parte xintoísta do funeral começou e uma cortina preta foi fechada. Ela se abriu para revelar uma cerimônia secular. Ao acompanhamento de cânticos, oficiais se aproximaram do altar do Imperador, segurando bandejas de madeira com dourada, aves selvagens, algas, batatas da montanha, melões e outras iguarias. Os alimentos, bem como panos de seda, foram oferecidos ao espírito do falecido Imperador.
O chefe da cerimônia, um colega de infância e atendente do falecido Imperador, então fez um discurso, seguido pelo Imperador Akihito. O funeral continuou conforme a cortina preta se fechou, sinalizando o fim da parte xintoísta do funeral.

#### Cerimônia de Estado
O Secretário-Chefe do Gabinete Keizō Obuchi abriu a parte estatal do funeral pouco antes do meio-dia. Um minuto de silêncio foi observado em todo o país.
O Primeiro-Ministro Noboru Takeshita fez um breve elogio, no qual disse que a era Shōwa seria lembrada por seus tempos movimentados e tumultuados, incluindo a Segunda Guerra Mundial e a eventual reconstrução do Japão. O Presidente da Câmara dos Representantes Kenzaburo Hara, o Presidente da Câmara dos Conselheiros Yoshihiko Tsuchiya [ja] e o Presidente do Supremo Tribunal Koichi Yaguchi também fizeram breves elogios. Dignitários estrangeiros se aproximaram do altar um por um para prestar suas homenagens.

### Sepultamento no Cemitério Imperial

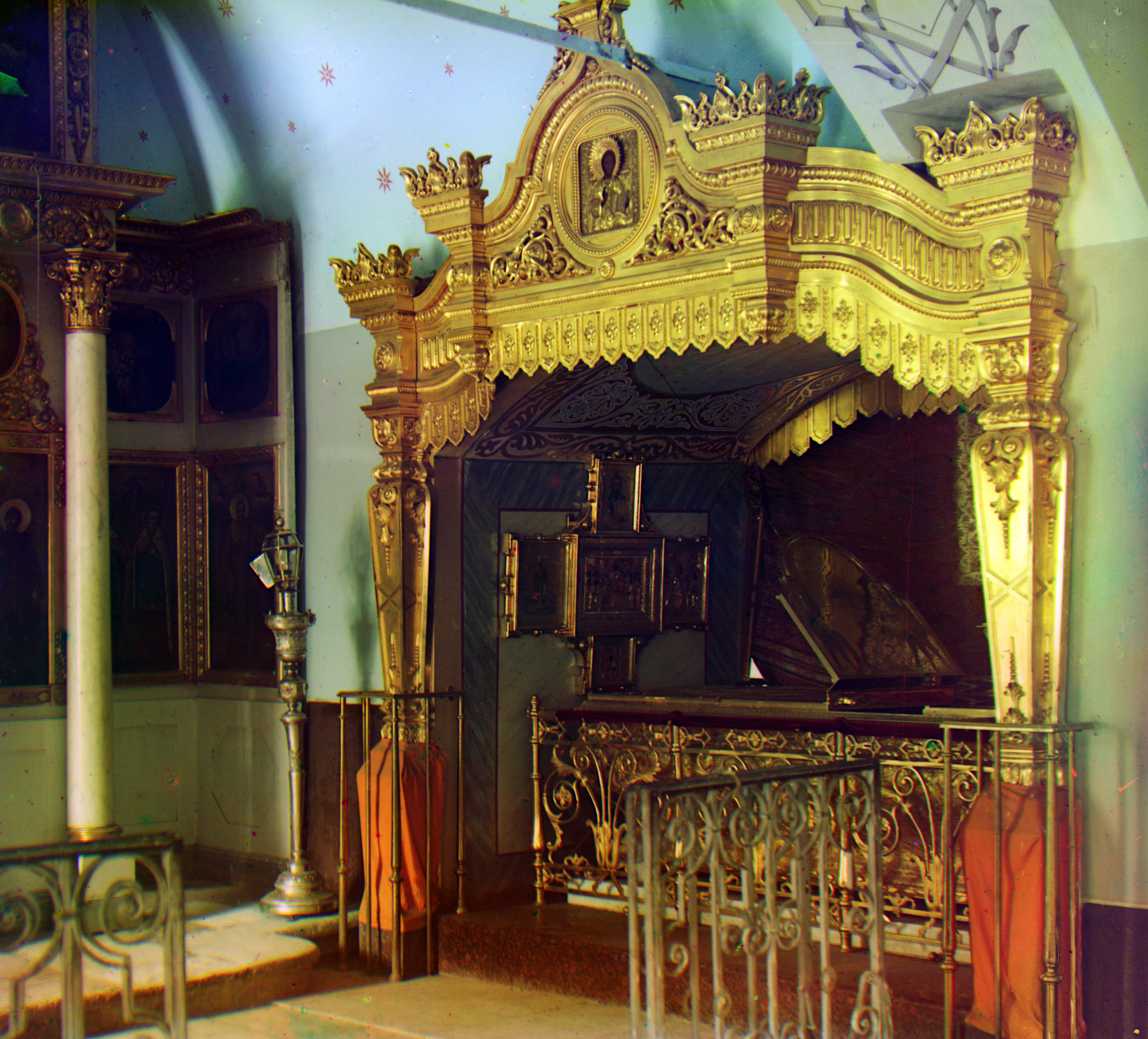
Túmulo do Imperador Shōwa no Cemitério Imperial de Musashi, Hachiōji, Tóquio

Após a cerimônia de Estado, o caixão do Imperador foi levado para o Cemitério Imperial de Musashi no distrito de Hachiōji em Tóquio para o sepultamento. No funeral do Imperador Taishō em 1927, a viagem para o Cemitério Imperial de Musashi foi realizada como uma procissão de três horas. A viagem para o caixão do Imperador Shōwa foi feita por carro fúnebre e reduzida para quarenta minutos. Várias horas de cerimônias seguiram lá, até que o sepultamento ocorreu ao anoitecer, o horário tradicional para enterrar imperadores.

## Visitantes e convidados

Países que enviaram representantes

Estima-se que 200 000 pessoas alinharam-se no local do cortejo – muito menos do que os 860 000 que os oficiais haviam projetado. O funeral do Imperador contou com a presença de cerca de 10 000 convidados oficiais, incluindo representantes estrangeiros de 163 países e 27 instituições internacionais. Isso exigiu colocar Tóquio sob um manto de segurança sem precedentes. Devido a preocupações com a segurança e ameaças de extremistas de esquerda japoneses de interromper o funeral, as autoridades decidiram eliminar muitos dos eventos tradicionais que normalmente acompanham os funerais dos monarcas japoneses. Os oficiais também anularam o protocolo para dar ao presidente dos Estados Unidos George H. W. Bush um lugar na primeira fila, mesmo que a tradição o tivesse colocado mais atrás, devido ao seu curto tempo no cargo. Bush, que chegou a Tóquio no dia anterior ao funeral, compareceu ao funeral em 24 de fevereiro e partiu para a China no dia seguinte. Autoridades japonesas disseram que foi o maior funeral na história moderna do Japão, e o comparecimento sem precedentes de líderes mundiais foi um reconhecimento da emergência do Japão como uma superpotência econômica. O Primeiro-Ministro Noboru Takeshita realizou reuniões com aproximadamente quarenta líderes mundiais visitantes, no que foi descrito como um ato de "diplomacia funerária [ja]".

## Indultos
Para marcar o funeral, o governo indultou 30 000 pessoas condenadas por crimes menores. Os indultos também permitiram que 11 milhões de pessoas adicionais recuperassem direitos civis como o direito de votar e concorrer a cargos públicos, que haviam perdido como punição por delitos.

## Reações

### Domésticas

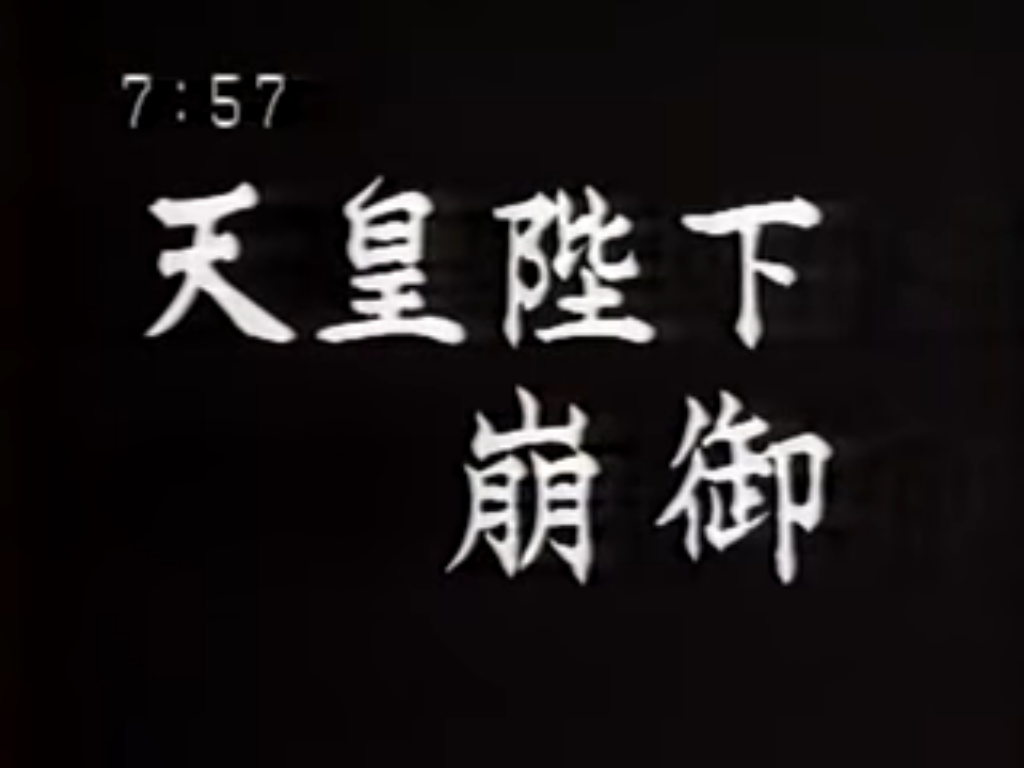
Após o anúncio, a NHK exibiu este cartão às 7:57. Dizia simplesmente "Sua Majestade o Imperador faleceu" (天皇陛下崩御, Tennō Heika hōgyo).

O governo observou um período de luto de seis dias com bandeiras a meio mastro ou decoradas com fitas pretas. Com praticamente todas as estações de televisão tendo suspendido a programação normal, as principais videolocadoras japonesas viram um aumento de clientes. A bolsa de valores foi fechada no dia do funeral. Alguns japoneses, incluindo uma pequena comunidade cristã, estudiosos constitucionais e políticos de oposição, denunciaram as cerimônias fúnebres e a parte xintoísta do funeral como um retorno à exaltação imperial do passado, argumentando que a inclusão de ritos xintoístas violava a separação pós-guerra entre Estado e religião no Japão. Essa separação havia sido especialmente importante no Japão porque a fé xintoísta foi usada como base religiosa para o ultranacionalismo e expansão militarista do Japão em tempos de guerra. Alguns delegados de partidos de oposição ao funeral boicotaram essa parte da cerimônia. Alguns grupos antimonarquia organizaram pequenos protestos no dia do funeral, com oitocentas pessoas em Tóquio pedindo ao governo que se desculpasse por crimes de guerra cometidos em nome do Imperador. Aproximadamente três mil pessoas também protestaram em Kyoto. Durante o cortejo fúnebre em Tóquio, um homem entrou na rua quando o cortejo se aproximava. Ele foi rapidamente apreendido pela polícia que o levou embora. Às 13h55, meia hora antes do carro fúnebre carregando o caixão do falecido imperador passar, policiais patrulhando a rodovia que leva ao Cemitério Imperial de Musashi ouviram uma explosão e encontraram detritos espalhados pela rodovia. Eles rapidamente removeram os escombros, e o carro fúnebre passou sem incidentes. No total, a polícia também prendeu quatro pessoas, incluindo duas por tentar interromper o cortejo.

### Internacional
Muitos líderes mundiais manifestaram suas condolências, e alguns estados anunciaram um período de luto. Na França, uma conferência internacional sobre armas químicas foi precedida por um minuto de silêncio como sinal de respeito. A Assembleia Geral das Nações Unidas também observou um minuto de silêncio, como é costume após a morte de líderes de estado.
Embora o Presidente Roh Tae-woo da Coreia do Sul tenha emitido uma declaração expressando condolências, um funcionário do governo acrescentou: "Reservamo-nos a comentários adicionais, considerando o passado infeliz e o atual relacionamento Coreia-Japão." Muitos sul-coreanos pediram ao governo japonês que emitisse um pedido oficial de desculpas pelo domínio colonial japonês da Coreia. Em Taiwan, o United Evening News disse que era "uma ironia que, enquanto Hirohito pedia desculpas aos Estados Unidos e à Europa pela guerra, ele não dirigiu uma única palavra à China para mostrar seu pesar."
Muitos viram o enterro do Imperador, o último grande líder remanescente da Segunda Guerra Mundial, como a ruptura final da nação com um passado militarista que mergulhou grande parte da Ásia na guerra na década de 1930. Muitos veteranos Aliados da Segunda Guerra Mundial consideravam o Imperador Shōwa como um criminoso de guerra e pediram a seus países que boicotassem o funeral. No entanto, dos 166 estados estrangeiros convidados a enviar representantes, apenas três recusaram.